# گفنسلبن
گفنسلبن (به آلمانی: Gevensleben) یک شهر در آلمان است که در Helmstedt واقع شده‌است. گفنسلبن ۷۴۹ نفر جمعیت دارد.